# Гиндари (Валча)
Гиндари (рум. Ghindari) насеље је у Румунији у округу Валча у општини Лалошу. Oпштина се налази на надморској висини од 209 m.

## Становништво
Према подацима из 2002. године у насељу је живело 17 становника, од којих су сви румунске националности.